# 壯族跳夾棋
壯族跳夾棋，是壯族的夾棋類遊戲，具有跳棋走法。

## 棋具
- 棋盤為五橫五豎的橫縱線交叉，每格皆再劃兩對角線，共四十一個棋點。
- 雙方各十八枚棋子，以兩色區分敵我。

## 規則
- 初始佈置為雙方九枚棋子布於對角處。
- 輪流移動一枚己棋，有兩種移動方式：
  - 步行：沿線一步至空點。
  - 跳行：跳過一枚鄰點的任何方棋子落到同方向的緊連空點，可以連跳。
- 夾換：步行或跳行走子停下後，當己棋主動把同線敵棋兩端都夾住，就把該些敵子提出交回對手，並在該些棋位全放入己方同樣數量己子。
- 消滅所有敵棋獲勝[1]。

## 變體
- 壯族跳夾棋也可四人玩，初始布置為各據一角。也有更大的棋盤，或是棋盤除邊界外，內部只有斜線交叉[2]。

- 在象州，兩方二十八枚棋子，初始佈置為雙方十四枚棋子布於近己方的三橫線[3]。

- 貴州布依族的布依棋，為望谟县非物質文化遺產。每方二十八枚棋子。遊戲放子、走子兩階段。在放子階段双方各有十四枚可下，依次将一枚己子放入空棋點，全部下完後方可走子。不可讓玩家無棋可走[4]。